# Le Château des étoiles
Le Château des étoiles est une série de bande dessinée française, créée en 2014 par Alex Alice (scénario et dessins). Cette série est publiée par l'éditeur Rue de Sèvres, la filiale BD du groupe L'Ecole des loisirs. L'histoire du Château des étoiles se déroule dans un XIXe siècle alternatif, une uchronie à l'esthétique steampunk emplie de références à l'univers de Jules Verne.
Une série spin-off écrite par Alain Ayroles et dessinée par Étienne Jung, Les Chimères de Vénus, est publiée à partir de 2021. Tandis que Le Château des étoiles établit son intrigue sur la confrontation entre la France et la Prusse pour la conquête de Mars, Les Chimères de Vénus oppose cette fois colons britanniques et colons français dans l'exploration de la planète Vénus.

## Thématique
Et si la conquête des étoiles avait un siècle d'avance ? 1869. Au nom de Sa Majesté, la conquête de l'espace débute, cent ans avant le premier pas de l'homme sur la Lune !
Sous le regard consterné de ses courtisans et opposants politiques, le roi de Bavière Ludwig II s'exalte soudainement et finance sans compter une expédition scientifique inédite : explorer l’Ether ! 
Sur fond de conflit avec la Prusse, le roi semble désormais n'être plus intéressé que par son projet de vaisseau interplanétaire. Sa conception et son lancement reposeront sur une poignée d'alliés loyaux, scientifiques et aérostiers, qui devront déjouer la surveillance et les sabotages d'espions à la solde de Bismarck.

## Liste des volumes
Chaque volume de la série du Château des étoiles est pré-édité par la sortie successive de trois gazettes. Chaque gazette est imprimée en grand format sur papier journal blanchi et au grammage épais. Ce format de gazette a poussé l'auteur à découper son travail en épisodes, suivant le modèle des feuilletons du XIXe, ou celui des séries télévisées comme Les Mystérieuses Cités d'or. Pour pousser plus loin le réalisme, les gazettes sont agrémentées à leurs début et fin d'articles journalistiques rédigés par Alex Nikolavitch qu apportent anecdotes et points de vue sur ce XIXe siècle alternatif.
1. Le Secret de l'éther (mi-mai 2014)
2. Les Chevaliers de l'éther (fin mai 2014)
3. Les Conquérants de l'éther (juillet 2014)
4. Les Naufragés du ciel (mai 2015)
5. Les Secrets de la face cachée (juin 2015)
6. Le Roi-Lune (juillet 2015)
7. L'Île des spectres volants (janvier 2017)
8. Mars prussien (février 2017)
9. Le Fantôme de l'éther (mars 2017)
10. Les Prisonniers de Mars (mai 2018)
11. La Princesse évanouie (juin 2018)
12. Les Fils de l'étoile bleue (juillet 2018)
13. Terres interdites (janvier 2020)
14. La Citadelle hors du temps (février 2020)
15. De l'éther à la Terre (mars 2020)
16. Notre-Dame de Mars (mai 2020)
17. L'Exposition interplanétaire de 1875 (mars 2021)
18. Vénus marsienne (juin 2021)
19. Retour à l'éther (juillet 2021)

Les gazettes no 20, no 21 et no 22 sont uniquement dédiées à la série dérivée Les Chimères de Vénus.
La parution du Château des étoiles reprend à compter du no 23 :
1. Planète des brumes, (août 2024)

1. Le Cœur de Vénus, (septembre 2024)

1. La Porte de Tannhäuser, (octobre 2024)

Ces parutions sont regroupées en intégrales, volumes au format BD plus standard, avec une couverture épaisse, d'aspect toilé, inspirées des Voyages extraordinaires de Jules Verne. Chaque volume regroupe les planches parues dans trois gazettes.
- Intégrale (volume 1) : 1869 : La Conquête de l'espace - Vol.I (septembre 2014)
- Intégrale (volume 2) : 1869 : La Conquête de l'espace - Vol.II (septembre 2015)
- Intégrale (volume 3) : Les Chevaliers de Mars (avril 2017)
- Intégrale (volume 4) : Un Français sur Mars (septembre 2018)
- Intégrale (volume 5) : De Mars à Paris (juin 2020)
- Intégrale (volume 6) : L'exposition interplanétaire de 1875 (octobre 2021)
- Intégrale (volume 7) : Planète des brumes (octobre 2024)

## Analyse

### Scénario
Alex Alice s'est inspiré des textes d'auteurs du XIXe siècle, notamment du roman De la Terre à la Lune écrit par Jules Verne, afin de mettre en scène la conquête de l'espace selon la vision de cette période. Sa passion pour les châteaux l'a également amené à imaginer Louis II de Bavière en mécène de cette entreprise. Alex Alice a souhaité viser un public large, compatible adultes-adolescents-enfants, suivant la ligne éditoriale de son éditeur Rue de Sèvres.

### Dessin
L'œuvre est dessinée à la main par Alex Alice, avec l'aide d'Anthony Simon pour les gros volumes. La couleur est directement ajoutée aux crayonnés suivant la technique de l'aquarelle.

## Expositions
En 2017, une exposition est consacrée à la série du Château des étoiles au Musée de la bande dessinée d’Angoulême. L'exposition a été inaugurée pendant le festival 2017. Fabien Hamm en était le commissaire, Élodie Descoubes en a assuré la scénographie,.
Pour les dix ans de la série, une exposition est organisée à la galerie Daniel Maghen du 10 octobre au 4 novembre 2023. Il résulte de cette exposition deux art-books :
- L'Univers en 1875 (Rue de Sèvres, 2023)
- Prototypes (Éditions Caurette, 2023)

## Distinctions
Le Château des Étoiles a remporté les distinctions suivantes:
- Prix Diagonale 2015 du meilleur album[8]
- Prix BD de l’Aube 2015
- Prix ActuSF de l'uchronie 2015
- Grand Prix du festival BD de Palavas 2015
- Prix Jeunesse du festival Puteaux BD 2016